# Magdaléna Vášáryová
Magdaléna Vášáryová (Banská Štiavnica, 26 agosto 1948) è un'attrice e politica slovacca.
Alle elezioni parlamentari del 2006 è stata eletta deputata per l'Unione Democratica e Cristiana Slovacca - Partito Democratico.

## Biografia
Nata a Banská Štiavnica, all'epoca in territorio cecoslovacco, oggi in Slovacchia, è sorella dell'attrice Emília Vášáryová. 
Si è laureata nel 1971 presso l'Università Comenio di Bratislava. Fino al 1989, ha recitato in diversi teatri slovacchi - tra cui il Teatro Nazionale Slovacco - e in molti film. Ha una voce da soprano. Nel 1988 ha interpretato Tatiana nell'adattamento cinematografico dell'opera Evgenij Onegin. Nello stesso il governo cecoslovacco le ha conferito il titolo di artista meritevole.
È stata ambasciatrice della Cecoslovacchia in Austria nel periodo 1990-1993 e ambasciatrice della Slovacchia in Polonia dal 2000 al 2005. 
Si è candidata per le elezioni presidenziali del 1999, ma non ha superato il secondo turno. Dal febbraio 2005 al luglio 2006, ha ricoperto la carica di Segretaria di Stato presso il Ministero degli Affari Esteri della Slovacchia. Nelle elezioni parlamentari del 2006, è stata eletta al Consiglio Nazionale della Repubblica Slovacca per Unione Democratica e Cristiana Slovacca - Partito Democratico.

## Vita privata
Ha sposato in prime nozze l'attore Dušan Jamrich e in seconde nozze il drammaturgo e attore Milan Lasica. Ha due figlie.

## Filmografia

### Cinema
- Marketa Lazarová, regia di Frantisek Vlácil (1967)
- Il disertore e i nomadi (Zbehovia a pútnici), regia di Juraj Jakubisko (1968)
- Sladký čas Kalimagdory, regia di Leopold Lahola (1968)
- La chasse royale, regia di François Leterrier (1969)
- Vtáčkovia, siroty a blázni, regia di Juraj Jakubisko (1969)
- La pazza guerra delle comete (Na kometě), regia di Karel Zeman (1970)
- Hry lásky šálivé, regia di Jiří Krejcík (1971)
- Princ Bajaja, regia di Antonín Kachlík (1971)
- ...a pozdravuji vlaštovky, regia di Jaromil Jireš (1972)
- Deň slnovratu, regia di Jozef Rezucha (1973)
- Skrytý prameň, regia di Vladimír Bahna (1973)
- Rusalka, regia di Petr Weigl (1977)
- Krutá ľúbosť, regia di Martin Tapák (1978)
- Temné slunce, regia di Otakar Vávra (1980)
- Postřižiny, regia di Jiří Menzel (1981)
- Noc smaragdového měsíce, regia di Václav Matejka (1985)
- Zkrocení zlého muže, regis di Marie Polednáková (1986)
- Tichá radosť, regia di Dusan Hanák (1986)
- Lev s bílou hřívou, regia di Jaromil Jireš (1987)
- Svět nic neví, regia di Jiří Svoboda (1987)
- Južná pošta, regia di Stanislav Párnicky (1988)
- Eugene Onegin, regia di Petr Weigl (1988)

### Televisione
- Radúz a Mahulena, regia di Petr Weigl - film TV (1970)
- Babička, regia di  Antonín Moskalyk - film TV (1971)
- Rozvedená, regia di Marta Gogálová - film TV (1978)
- Zuzana Vojírová, regia di Petr Weigl - film TV (1983)